# 苏旺
苏旺（法語：Souvans，法語發音：[suvɑ̃]）是法国汝拉省的一个市镇，位于该省北部，属于多勒区。

## 地理
苏旺（46°59'40"N, 5°32'55"E）面积19.66 平方千米，位于法国勃艮第-弗朗什-孔泰大區汝拉省，该省份为法国东部内陆省份，北起上索恩省，西北接科多尔省，西临索恩-卢瓦尔省，南至安省，东与杜省和瑞士接壤。
与苏旺接壤的市镇（或旧市镇、城区）包括：拉卢瓦、欧日朗、邦鎮 (汝拉省)、蒙苏沃德雷、讷维莱多勒、塞利涅、维莱莱布瓦、维莱罗贝尔。
苏旺的时区为UTC+01:00、UTC+02:00（夏令时）。

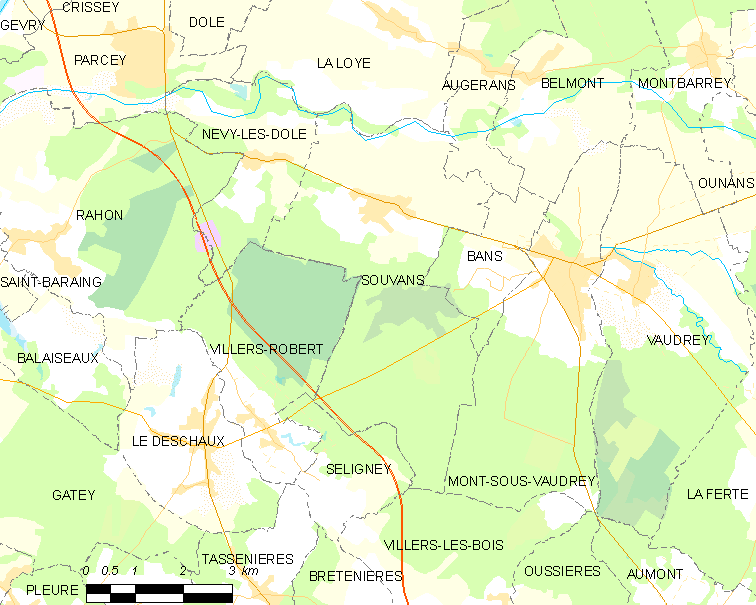
苏旺的OSM定位图

## 行政
苏旺的邮政编码为39380，INSEE市镇编码为39520。

## 政治
苏旺所属的省级选区为蒙苏沃德雷县。

## 交通
汝拉省省道D905线经过镇中心，省道D469线经过境内南部。

## 人口

1962-2008年间苏旺人口变化图示

苏旺于2022年1月1日时的人口数量为519人。